# كارين أوت
كارين أوت هي مغنية ومغنية أوبرا سويسرية، ولدت في 13 ديسمبر 1945 في فيدنسفيل في سويسرا.

## وصلات خارجية
- كارين أوت على موقع ميوزك برينز (الإنجليزية)
- كارين أوت على موقع أول ميوزيك (الإنجليزية)
- كارين أوت على موقع ديسكوغز (الإنجليزية)